# Cornel Wachter

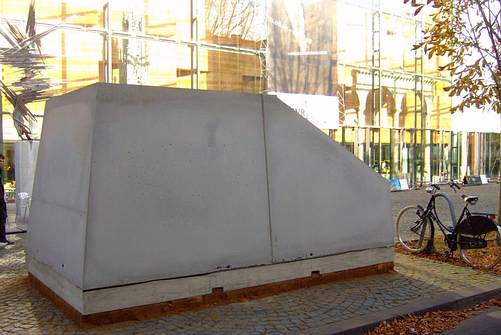
Hommage "Ruhender Verkehr" (Wolf Vostell), 2007

Cornel Wachter (né le 25 novembre 1961 à Cologne) est un sculpteur et peintre allemand.

## Biographie
Il est l'arrière-arrière-petit-fils de l'ophtalmologiste Albert Mooren (de).
Après son abitur, il fait un apprentissage de tailleur de pierre et de sculpteur sur le chantier de rénovation de la cathédrale de Cologne.
Il collabore avec Bob Wilson, Heiner Müller et Jürgen Flimm (de). Après plusieurs expositions dans le monde entier, il s'installe pour son propre compte dans l'atelier de Sigmar Polke. En 1999, il met en scène un opéra de 1773 qui ne l'a pas été depuis des années, en allemand, Alceste (de) d'Anton Schweitzer et Christoph Martin Wieland.
En 2003, il organise avec le prêtre catholique Hans Mörtter une manifestation contre la guerre en Irak à Cologne. Y participent Günter Grass, Walter Jens, Jean Pütz (de), le groupe Wonderwall, Heidi Schüller, Ulrike Meyfarth, Johan Galtung, Dieter Wellershoff, Dieter Ronte, Jörg Immendorff, Bettina Böttinger (de)...
Il réagit à la tuerie de Johann Gutenberg en faisant la sculpture Diary of an ennuyé - Tagebuch eines Gelangweilten, qui fait partie des collections permanentes du Kunstmuseum Bonn.
Le 14 octobre 2007, il présente pour l'anniversaire de l'artiste Wolf Vostell, décédé en 1998 et qui aurait eu 75 ans, en hommage, une Mercedes-Benz Classe A rouge en état de rouler coulée dans un bloc de béton. L'ancien membre de Die Toten Hosen, Trini Trimpop, et Die Krupps font des happenings.

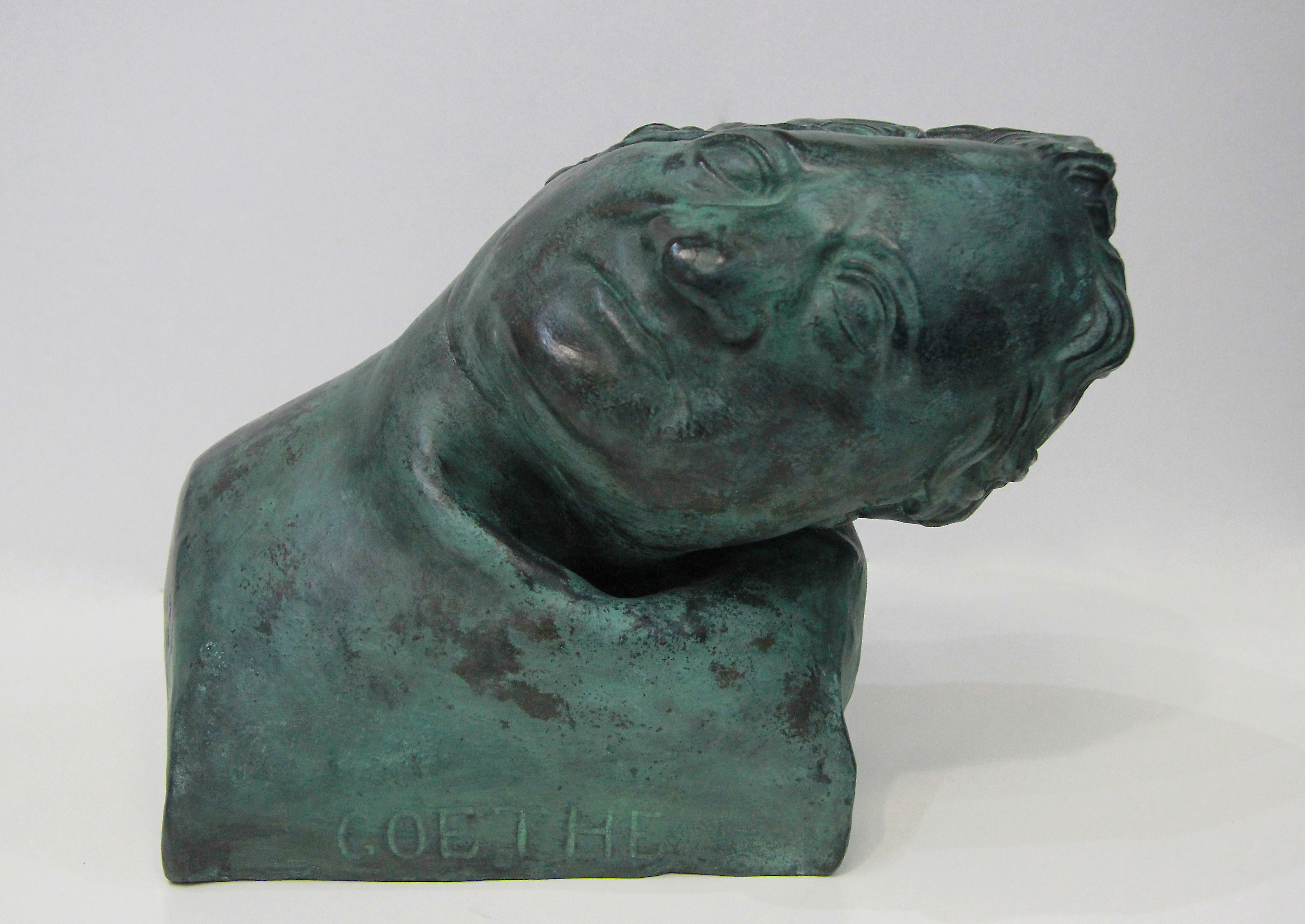
Sculpture en bronze de Goethe,.

En 2008, il fait partie de l'exposition organisée par le Wallraf-Richartz Museum demandant Quand avez-vous eu conscient de l'art ?. Y participent aussi Bob Wilson, Marina Abramović, Desmond Morris, Kurt Masur, Marietta Slomka (de), Frieder Burda (de), Alexander Beyer, Ingvild Goetz (de), Wulf Herzogenrath (de), Sigmar Polke, Frank Schätzing, Klaus Staeck, Christoph Vitali (de), Lawrence Weiner, Sabrina Zwach (de), Konstantin Wecker (de), Helmut Zerlett (de), Reinhold Würth, Boris Becker (de) ou Klaus Honnef.
À l'occasion du 275e anniversaire de Christoph Martin Wieland, Wachter met en scène le 7 septembre 2008 son adaptation en allemand de 1781 du Stabat mater de Giovanni Battista Pergolesi.
En février 2010, il découvre qu'il est atteint par un cancer du côlon. Après s'être soigné, il lance une campagne à Cologne pour informer sur ce cancer.